# Maria Theresia van Oostenrijk-Este
Maria Theresia Josepha Johanna van Oostenrijk-Este (Milaan, 1 november 1773 — Genève, 29 maart 1832), was een prinses uit het huis Oostenrijk-Este. Ze was de oudste dochter van aartshertog Ferdinand van Oostenrijk en de echtgenote van koning Victor Emanuel I van Sardinië.

## Leven
Maria Theresia was de oudste dochter van Ferdinand van Oostenrijk en Maria Beatrice d'Este, prinses van Modena. Haar grootouders aan vaderskant waren keizer Frans I Stefan en keizerin Maria Theresia. Haar grootouders aan moederskant waren hertog Ercole III d'Este, de hertog van Modena en Reggio en hertogin Maria Teresa Cybo Malaspina. Ze had vijf broers en vier zussen, onder wie de latere hertog Frans IV van Modena, Ferdinand Karel Jozef (1781-1850), Maximiliaan Jozef (1782-1863), later grootmeester van de Duitse Orde. Karel Ambrosius (1785-1809), was later aartsbisschop van Esztergom. Maria Louisa (1787-1816) was een zusje van Maria Theresia en huwde met keizer Frans I van Oostenrijk.

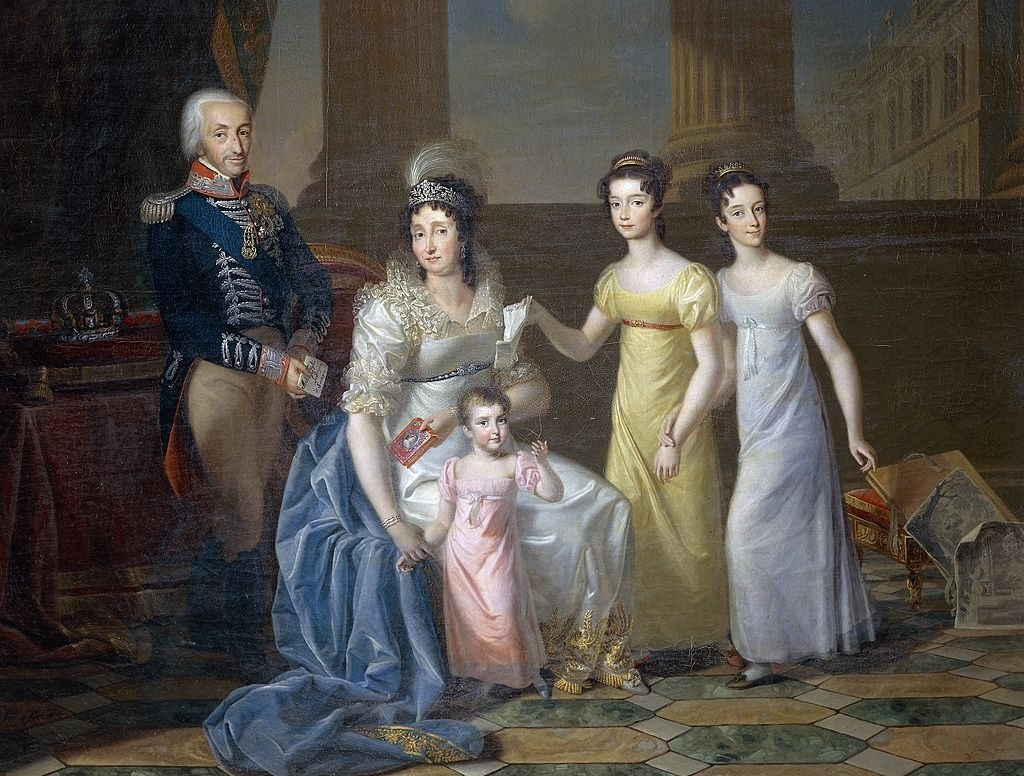
Het gezin van Maria Theresia. Van links naar rechts: Victor Emanuel, Maria Theresia zelf, jongste dochter Maria Christina, dochter Maria Theresia en dochter Maria Anna.

## Huwelijk
De vijftienjarige Maria Theresia huwde op 25 april 1789 met de 29-jarige prins Victor Emanuel van Sardinië (1759-1824). Ondanks het leeftijdsverschil en het feit dat het een gearrangeerd huwelijk was, was het een gelukkig huwelijk. Uit het huwelijk werden zeven kinderen geboren:
- Maria Beatrix (6 december 1792 - 15 september 1840), gehuwd met hertog Frans IV van Modena
- Maria Adelheid (1 oktober 1794 - 9 maart 1795)
- Karel Emanuel (3 november 1796 - 9 augustus 1799)
- Een dochter (20 december 1800 - 10 januari 1801)
- Maria Theresia (19 september 1803 - 16 juli 1879), gehuwd met Karel Lodewijk van Bourbon-Parma, eerder koning van Etrurië
- Maria Anna (19 september 1803 - 4 mei 1884), gehuwd met keizer Ferdinand I van Oostenrijk.
- Maria Christina (14 november 1812 - 31 januari 1830), gehuwd met de latere koning Ferdinand II der Beide Siciliën

## Koningin van Sardinië
Op 7 maart 1802 overleed koningin Clothilde, de vrouw van koning Karel Emanuel IV. Op 4 juni 1802 deed de broer van Victor Emanuel afstand van de troon. Op dat moment werden Victor Emanuel en Maria Theresia koning en koningin van Sardinië. Dit kwam doordat koning Karel Emanuel IV en koningin Clothilde geen kinderen hadden. Ze konden echter niet terugkeren naar Turijn, want ze moesten wachten tot 1814 toen de napoleontische oorlogen en de napoleontische tijd ten einde waren gekomen. In 1814 keerden ze terug naar Turijn en het vasteland van het koninkrijk Sardinië.
Na de uitbraak van een liberale revolutie in 1821 zag koning Victor Emanuel I zich genoodzaakt om af te treden. Doordat in Sardinië de Salische Wet van kracht was, werd Victor Emanuel niet opgevolgd door een van zijn dochters maar door zijn jongere broer, koning Karel Felix, als koningin werd Maria Theresia opgevolgd door de vrouw van Karel Felix, Maria Christina van Bourbon-Sicilië. Op 10 januari 1824 stierf Victor Emanuel op 65-jarige leeftijd.
Maria Theresia leefde nog acht jaar en stierf op 58-jarige leeftijd. Ze werd bijgezet in de Basiliek van Superga te Turijn.